# 台子乡 (互助县)
台子乡，是中华人民共和国青海省海东市互助土族自治县下辖的一个乡镇级行政单位。

## 行政区划
台子乡下辖以下地区：
上台村、菜滩村、菜子沟村、长寿村、出路沟村、多士代村、格隆村、河东村、楼子滩村、恰卡村、塘巴村、哇麻村、峡门村、阿士记村、下台一村、下台二村、新城村、新合村和直沟村。